# Free Will (Gil Scott-Heron)
Free Will è il terzo album dell'artista statunitense Gil Scott-Heron, pubblicato nel 1972 dall'etichetta di jazz Flying Dutchman Records.
| Recensione                | Giudizio   |
| ------------------------- | ---------- |
| AllMusic                  | [ 1 ]      |
| Down Beat                 | [ 2 ]      |
| The Guardian              | [ 3 ]      |
| The Philadelphia Inquirer | [ 4 ]      |
| PopMatters                | favorevole |
| Virgin Encyclopedia       | [ 6 ]      |

## Tracce
Lato 1
Testi di Gil Scott-Heron, Brian Jackson.
1. Free Will – 3:30
2. The Middle of Your Day – 4:30
3. The Get Out of the Ghetto Blues – 5:04
4. Speed Kills – 3:15
5. Did You Hear What They Said? – 3:28

Lato 2
Testi di Gil Scott-Heron.
1. The King Alfred Plan – 2:45
2. No Knock – 2:12
3. Wiggy – 1:38
4. Ain't No New Thing – 4:29
5. Billy Green Is Dead – 1:30
6. Sex Education: Ghetto Style – 0:50
7. ... and Then He Wrote Meditations – 3:14